# Aschalew Girma
Aschalew Girma (sinh ngày 11 tháng 9 năm 1991) là một cầu thủ bóng đá người Ethiopia.